# Stanisław Styrczula (biathlonista)
Stanisław Styrczula (ur. 26 stycznia 1929 w Kościelisku, zm. 17 sierpnia 2020) – polski biathlonista, reprezentant klubu WKS Zakopane.
Na pierwszych mistrzostwach świata w biathlonie wraz ze Stanisławem Ziębą, Stanisławem Szczepaniakiem i Stanisławem Gąsienicą-Sobczakiem zajął czwarte miejsce w klasyfikacji drużynowej. W 1964 roku startował na igrzyskach w Innsbrucku, gdzie w biegu indywidualnym zajął 35. miejsce.

## Igrzyska Olimpijskie
| Miejsce | Dzień    | Rok  | Miejscowość | Konkurencja               | Strzelanie  | Czas biegu    | Strata       | Zwycięzca          |
| ------- | -------- | ---- | ----------- | ------------------------- | ----------- | ------------- | ------------ | ------------------ |
| 35.     | 4 lutego | 1964 | Innsbruck   | 20 km – bieg indywidualny | 4 (0+1+0+3) | 1:40:52.1 min | +20:25.3 min | Władimir Miełanjin |

## Mistrzostwa Świata
| Miejsce | Dzień    | Rok  | Miejscowość | Konkurencja               | Strzelanie | Czas biegu  | Strata       | Zwycięzca     |
| ------- | -------- | ---- | ----------- | ------------------------- | ---------- | ----------- | ------------ | ------------- |
| 14.     | 2 lutego | 1958 | Saalfelden  | 20 km – bieg indywidualny |            | ?           | ?            | Adolf Wiklund |
| 4.      | 2 lutego | 1958 | Saalfelden  | 20 km drużynowo           |            | 7:40:20 min | +1:16:22 min | Szwecja       |